# Honolulu Police Department
Pour les articles homonymes, voir HPD.
Le Honolulu Police Department (HPD) (en français: « Service de police d'Honolulu ») est le service de la police de la ville d'Honolulu, dans l'archipel des îles Hawaï.

## Histoire

### Avant le HPD
Quand James Cook découvrit les îles de Hawaï en 1778, lors de sa troisième mission d'exploration pour le gouvernement britannique, chacune était gouvernée par un chef, que les habitants proclamaient dieu, dès leur naissance, les chefs appliquaient la loi.
Les lois de cette époque étaient les 'kapus', il y avait les kapus des dieux, et les kapus du chef (kapus Ali'i), tout le monde s'y pliait, si on violait une kapus Ali'i, la peine de mort était appliquée, de la façon la plus brutale qu'il soit. Les punitions liés au viols des kapus du chef étaient souvent moins sévère, mais le chef dictait la loi, et c'était donc lui qui décidait de la vie ou de la mort de la personne inculpée.
En 1782, avant l'unification de l'archipel des îles Hawaï, le Kamehameha, ou chef suprême, eut une expérience personnelle qui aboutit à la création d'une des lois les plus importantes du siècle.
Légende Hawaïenne : Kamehameha I voulait, un jour attaquer la côte de la Puna sur la grande île d’Hawaï. Il vit deux pécheurs ennemis, qui en le voyant fuirent. Kamehameha les poursuivit à travers un champ de lave. Un de ses pieds fut alors pris dans une fissure et il fut incapable de se libérer. En voyant le Kamehameha dans une situation difficile, les pécheurs reprirent leur courage à deux mains et l'attaquèrent à coups de pagaies. Ils tapèrent si fort qu'une des pagaies se brisa quand elle heurta la tête du roi. Il fut laissé pour mort par ses hommes. Kamehameha se récupéra de l'attaque. Après l'union des îles, il se rappela l'incident et publia l'un de ses édits les plus connus, le Kānāwai Māmalahoe :
Ô mon peuple, Honore ton Dieu; respecter aussi bien les droits de grands hommes et humble; Voir à ce que nos personnes âgées, nos femmes et nos enfant, Allongez-vous à dormir sur la route, Sans crainte de préjudice, Désobéir, et mourir.
Kamehameha II abolit toutes les kapus en 1819. Kamehameha II décréta que tous les temples devraient être supprimés dans toute l'île. La plupart des prêtres furent exécutés. Il n'existe aucune autre société dans le monde dans laquelle les rois ont aboli leur propre droit divin.

### Création
En 1840, la cour suprême d'Hawaï fut créée par le roi Kamehameha III après l'unification des îles.
Le 27 avril 1846 une loi a été approuvée par le roi, elle nommait divers représentants judiciaires.
Le plus haut gradé  d'entre eux était le maréchal du Royaume dont les principales responsabilités étaient de nommer les shérifs et de les instruire, et les superviser dans l'exercice de leurs fonctions. La loi précisait que le maréchal devait recommander un shérif pour chacune des îles d'Oahu, Hawaii, Maui, et Kauai et que les gouverneurs de chaque île devraient approuver ce poste. Ces shérifs aurait la supervision et la direction des 'agents de police' de leurs îles respectives.
En janvier 1847, la Force de police se composait de deux officiers et trente-quatre hommes selon le Honolulu Police Department. Leurs insignes distinctifs étaient un badge composé d'une couronne écarlate portant les initiales "K.III" qu'ils portaient sur le bras et une bande rouge sur leurs bonnets.
En janvier 1893, après que la monarchie hawaïenne ait été renversé, Hawaï fut gouverné par un gouvernement provisoire.
En juillet 1894, Hawaï est devenu La République de Hawaii.
En août 1898, Hawaï est devenu le territoire des États-Unis d'Amérique, et exploitée en vertu d'une Constitution connue sous le nom de la loi organique.
En 1905, quatre gouvernements 'de comtés' ont été nommés. Chacun avait son propre service de police dirigée par un shérif élu.
Les shérif de Honolulu sont les suivants:
- A.M. Brown (1905-1906)
- Curtis P. Iaukea (1907-1909)
- William P. Jarrett (1910-1914)
- Charles G. Rose (1915-1923)
- David K. Trask (1924-1926)..
- David L. Desha (1927)

En 1920, l'insigne de la police fut changée : elle était surmontée par un aigle.

## Liste des chefs de la police
- Charles F. Weeber 1932
- William A. Gabrielson 1932 - 1946
- William Hoopai 1946 - 1948
- Daniel S.C. Liu 1948 - 1969
- Francis Keala 1969 - 1983
- Douglas G. Gibb 1983 - 1989
- Michael S. Nakamura 1990 - 1997
- Lee D. Donohue 1998 - 2004
- Boisse P. Correa 2004 - 2009[6]
- Louis M. Kealoha 25 novembre 2009 - actuellement[7]

## Liste des divisions, districts et brigades du HPD
- Anti-Terrorism Intelligence Unit (ATIU), dont le rôle est, de protéger les citoyens d'Honolulu contre de possibles attaques terroristes[8].
- Communications Division, cette divisions répond aux appels du 9.1.1[9].
- Central Receiving Division, La division centrale de réception (CRD) est responsable du traitement sûr et sécurisé et de la détention des personnes arrêtées qui sont incapables de payer une caution ou sont sous enquête pour des délits graves[10].
- Community Affairs Division, la Division des affaires communautaires est responsable de l'exploitation, la coordination et le maintien des relations communautaires du ministère, des remises de prix, des projets, ainsi que du musée de la police[11].
- Criminal Investigation Division (CID), la division des affaires criminelles s'occupe de presque toutes sortes de « grandes » criminalités, principalement les cas de : vol qualifié, agression, agression sexuelle, violence domestique, violence envers les enfants, fraude financière, falsification et vol d'automobiles[12].
- Finance Division, la Division des finances du HPD s'occupe de gérer le budget de la police (qui était de 224 millions de dollars en 2010)[2]
- Homeland Security Division (HSD), La Division de la Sécurité intérieure (HSD) prend en charge la sécurité lors de grands événements, établit et facilite les communications inter-agences, elle gère les moyens à déployer en cas de catastrophe (terroriste ou naturelle) sur le territoire d'Honolulu. Le HSD participe également à des exercices d'entraînement[13].
- Human Resources Division, La Division des ressources humaines est responsable de l'administration, et de toutes les questions concernant le personnel au sein du HPD, elle collabore avec le ministère de la Ville. Ses responsabilités comprennent le recrutement, la sélection et l'embauche de nouveaux employés ; le 'rendement' des employés ; aborder les questions de relations au travail[14], etc.
- Human Services Unit, cette division est constituée de psychologues, qui ont comme travail d'aider gratuitement les membres du HPD et leurs familles[15].
- Information Technology Division, division de l'informatique au sein du HPD[16].
- Narcotics Vice Division, cette division s'occupe des affaires ayant un rapport avec les drogues illicites, la prostitution, la pornographie, et les jeux interdits. Tous ses agents suivent une formation spécialisée[17].
- Professional Standards Office (Bureau des affaires internes.)[18]
- Records and Identification Division, cette division est responsable de la manipulation des biens et des preuves, des archives, des identifications, de l’enregistrement des alarmes et armes a feux, des mandats et assignations pénales et des registres[19].
- Scientific Investigation Section, section médico-légale du HPD[20].
- Specialized Services Division, fonctionne comme le SWAT, ou le NYPD ESU.

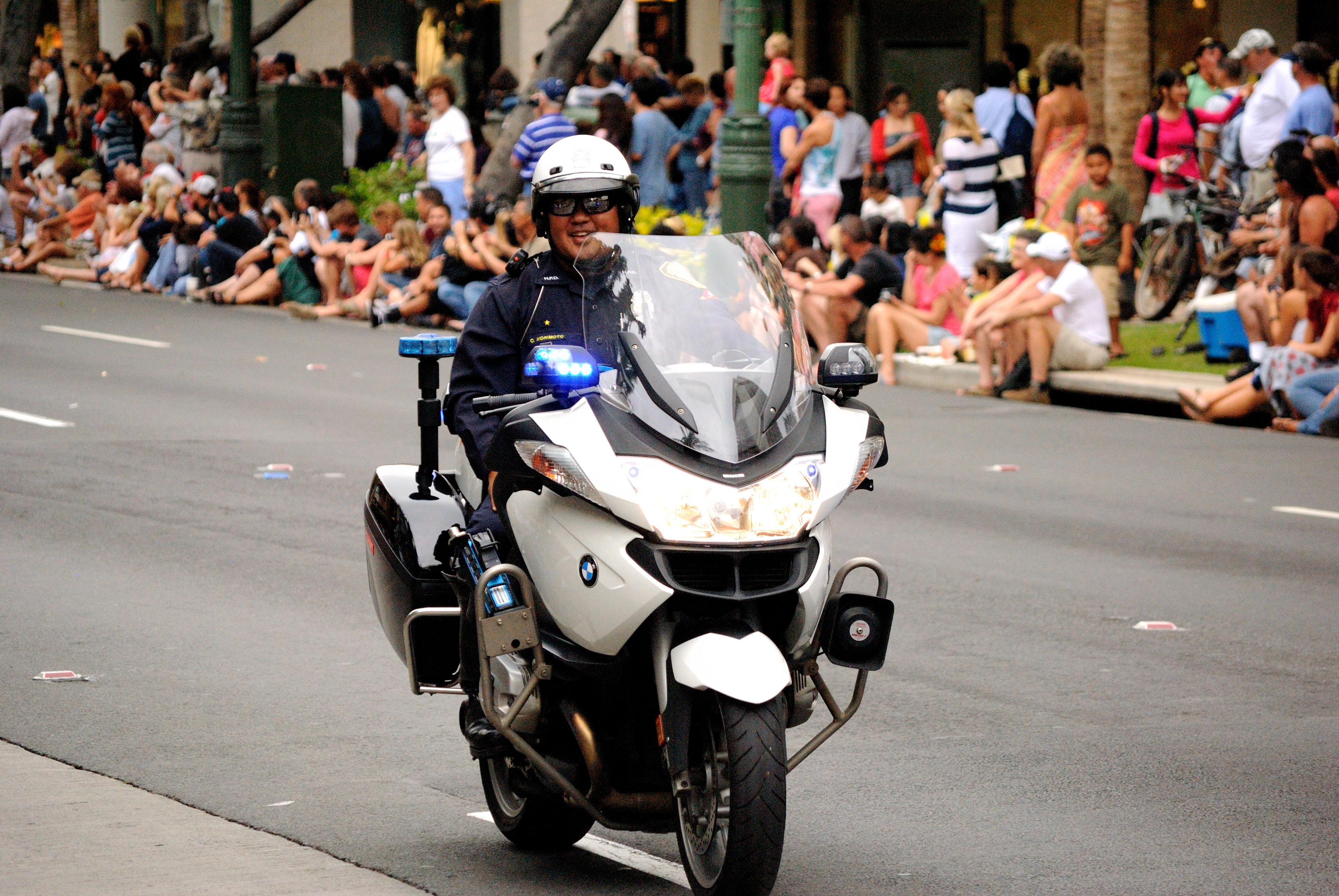
Motard du HPD

- Division de la Circulation, La Division de la circulation est responsable de trois grandes fonctions au sein du HPD : enquêtes, contrôle de la circulation, sécurité. Elle inclut la division motocycliste, le sections des homicides involontaires (VHS) et la section des policiers subalternes (JPO)[21].
- Training Division, cette division s'occupe entre autres du recrutement et des formations spécialisées[22].
- Telecommunications Systems Section, cette division s'occupe des communications radios et du support technique du HPD[23].
- Vehicle Maintainance Section, cette section s'occupe de réparer et de maintenir en bon état tous les véhicules du HPD[24].

### Districts
| Numéro de district | Zone couverte             |
| ------------------ | ------------------------- |
| 1                  | Centre ville              |
| 2                  | Wahiawa / North Shore     |
| 3                  | Pearl city                |
| 4                  | Kailua / Kaneohe / Kahuku |
| 5                  | Kalihi                    |
| 6                  | Waikiki                   |
| 7                  | Est d'Honolulu            |
| 8                  | Kapolei / Waianae         |

NB : Les districts 1, 5, 6 et 7 sont contrôlés par le bureau central de patrouille, et les autres par le bureau régional de patrouille.

## Armes de service

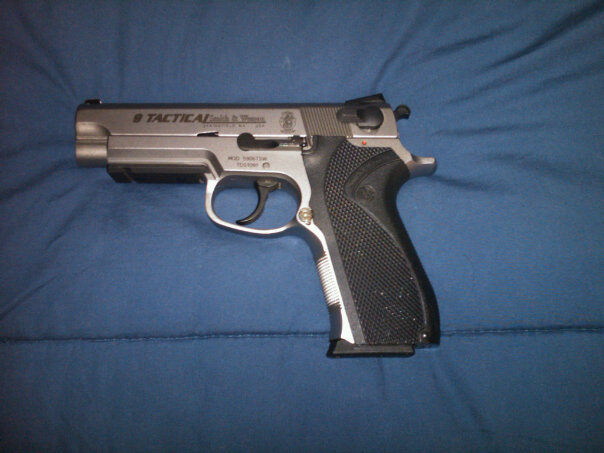
S&W 5906

Depuis 1991, la majorité des officiers du HPD portent un pistolet S&W Modèle 5906. Les équipages des véhicules de patrouille dispose d'un fusil de police Benelli M3 Super 90. En plus de cet armement, les opérateurs de la Specialized Services Division sont dotés de carabines Colt modèles AR-15 et M4

## Véhicules

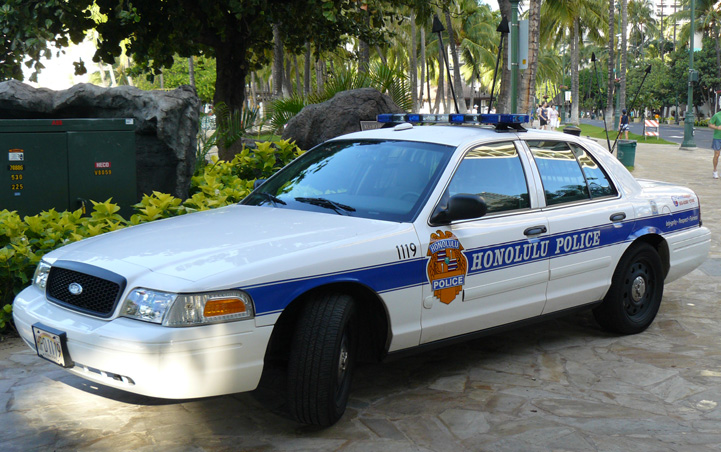
Ford Crown Victoria, principale voiture de service du HPD

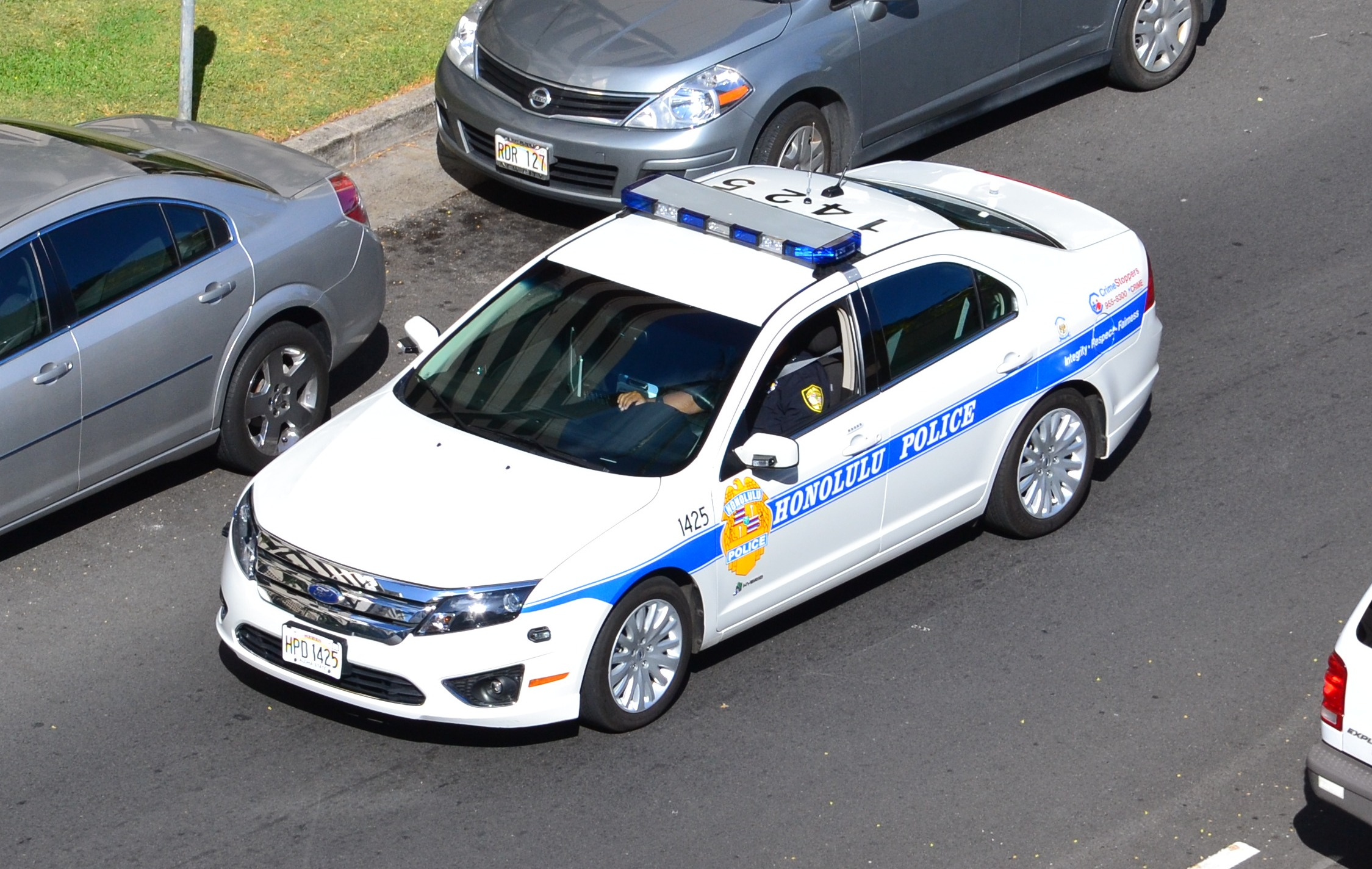
Ford Fusion du HPD

En 2012, le véhicule le plus utilisé par le HPD est la Ford Crown Victoria. En raison du coût croissant du carburant, la Toyota Camry hybride et la Ford Fusion Hybrid remplacent progressivement certains véhicules de patrouille trop vieux, pour aider à réduire les dépenses du service en carburant.
Toutes les voitures sont équipées de LED et d'ordinateurs de bord.
Les unités spéciales sont dotées d'autres modèles de véhicules.
Le HPD utilise aussi des motos de la marque BMW.
Les agents peuvent acheter un véhicule subventionné, à choisir sur une liste spécifiée, et à utiliser pour le travail et l'usage privé. Les officiers utilisant un véhicule subventionné reçoivent une allocation mensuelle pour l'entretien du véhicule. Bien que les véhicules subventionnés ne soient pas marqués, ils peuvent être identifié grâce à des gyrophares en barre LED situé sur le tableau de bord ou au niveau du rétroviseur intérieur. Le service de police d'Honolulu est l'un des rares services de police des Etats-Unis à permettre aux agents d'utiliser des véhicules subventionnés pour les patrouilles, car il réduit le budget du service par rapport à tous les véhicules du parc.

## Grades et insignes
| Grade             | Insigne                        | Couleur du Badge                                             |
| ----------------- | ------------------------------ | ------------------------------------------------------------ |
| Chef de la Police |                                | Or. Rang inscrit sur l'insigne. Le numéro du badge est le #1 |
| Deputy Chief      |                                | Or. Rang inscrit sur l'insigne.                              |
| Assistant Chief   |                                | Or. Rang inscrit sur l'insigne.                              |
| Major             | 3 Bancoulier sur chaque épaule | Or. Rang inscrit sur l'insigne.                              |
| Capitaine         | 2 Bancoulier sur chaque épaule | Or. Rang inscrit sur l'insigne.                              |
| Lieutenant        | 1 Bancoulier sur chaque épaule | Or. Rang inscrit sur l'insigne.                              |
| Sergent/Enquêteur |                                | Or. Rang inscrit sur l'insigne.                              |
| Caporal           |                                | Argent. Rang inscrit sur l'insigne.                          |
| Officier          | Pas d'insigne sur les manches  | Argent. Rang inscrit sur l'insigne.                          |

Les agents peuvent arborer des étoiles sur la poitrine droite de leur uniforme, au-dessus de leur badge nominatif. Ces étoiles n'indiquent pas leur grade : chaque étoile représente cinq années de service au sein du service de police d'Honolulu. Tous les personnels d'intervention d'urgence en uniforme de l'État d'Hawaï suivent généralement cette pratique, bien qu'elle ne soit pas transposée d'un service à l'autre.

## Dans la culture populaire
- Charlie Chan
- Hawaiian Eye
- Hawaï police d'État
- Hawaï 5-0
- Magnum, P.I.
- La Fièvre d'Hawaï
- La loi est la loi
- Hawaï
- Waikiki Ouest